# Tony Beltran
Anthony Benjamin "Tony" Beltran (Claremont, 11 oktober 1987) is een Amerikaans voetballer. In 2008 tekende hij een contract bij Real Salt Lake uit de Major League Soccer.

## Clubcarrière
Tony Beltran werd als derde gekozen door Real Salt Lake in de eerste ronde van de MLS SuperDraft 2008. Op 12 april 2008 maakte hij zijn debuut voor Real Salt Lake in een met 4-0 gewonnen wedstrijd tegen D.C. United. Door opeenvolgende blessures van verdedigers Nat Borchers en Jamison Olave kreeg de jonge Beltran meer speelminuten dan verwacht en ontwikkelde hij zich tot een vaste basisspeler.

## Interlandcarrière
Beltran speelde in de voetbalelftallen onder 20 en 23 van de Verenigde Staten. Hij werd opgeroepen voor het trainingskamp van de Verenigde Staten in januari 2013. Zijn debuut voor het nationale team maakte hij in een vriendschappelijke interland tegen Canada, die eindigde in een 0-0 gelijkspel. Op 28 juli 2013 won Beltran met de Verenigde Staten de Gold Cup. Hij speelde op het toernooi in één wedstrijd mee namelijk de groepsfase wedstrijd tegen Cuba die eindigde in een 4-1 winst voor de VS.
1 Howard ·
2 Yedlin ·
3 Gonzalez ·
4 Bradley ·
5 Besler ·
6 Brooks ·
7 Beasley ·
8 Dempsey ·
9 Jóhannsson ·
10 Diskerud ·
11 Bedoya ·
12 Guzan ·
13 Jones ·
14 Davis ·
15 Beckerman ·
16 Green ·
17 Altidore ·
18 Wondolowski ·
19 Zusi ·
20 Cameron ·
21 Chandler ·
22 Rimando ·
23 Johnson ·
Coach: Klinsmann